# 48May
48May — рок-группа из Новой Зеландии.
Группа состояла из Джона Остина (вокал, гитара), CaptainHook (гитара, вокал), Стэна Бикнелла (барабаны, вокал), Джарод Броу (ударные, вокал), Шеннона Броу (бас, вокал).

## История группы
CaptainHook и Джон Остин вместе ходили в среднюю школу для мальчиков Гамильтона, в то время как братья Броу были хорошо известны в музыкальной среде Новой Зеландии за счёт нахождения в группах «Mama Said» и «Tadpole», а Стэн Бикнелл был солистом группы «The Grinners» (изначально Lyon).
Название «48May» произошло от их места жительства во время учёбы в университете — на 48 Мэй-стрит в Гамильтоне.
Группа принимала участие в новозеландском этапе тура Big Day Out и Edgefest05 в 2005 году, их первый альбом «The Mad Love» стал золотым в Новой Зеландии, а второй альбом «Streetlights and Shadows» был выпущен в Японии с группой «Triple Vision», а затем «48May» совершили тур по Японии с «Four Year Strong» и «Every Avenue» в поддержку релиза. Они также выступали в качестве разогрева для концертов групп «Alien Ant Farm», «Simple Plan», «Panic!».
После распада группы Джон работает в рекламе в Сиднее, женат, имеет сына, Капитан Крюк главный инженер «York Street Studio» в Окленде, Стэн живёт в Мельбурне, а в 2010 году Шеннон выучился в педагогической школе Университета Вайкато по специальности английский язык и театроведение. Шеннон начал педагогическую карьеру в средней школе для мальчиков Гамильтон в качестве директора драматического факультета в 2013 году. В настоящее время он является старшим руководителем учебной программы по драматургии в средней школе Рототуна.

## Дискография
- 2004 — The Mad Love
- 2005 — The Mad Love Tour Edition
- 2007 — Streetlights and Shadows

## Синглы
| Год  | Сингл                    | Альбом                   |
| ---- | ------------------------ | ------------------------ |
| 2005 | «Fightback»              | The Mad Love             |
| 2005 | «Come Back Down»         | The Mad Love             |
| 2005 | «Leather and Tattoos»    | The Mad Love             |
| 2005 | Home By 2"               | The Mad Love             |
| 2006 | «Into the Sun»           | The Mad Love             |
| 2006 | «Things That Fall Apart» | The Mad Love             |
| 2006 | «Nervous Wreck»          | Streetlights and Shadows |
| 2007 | «Big Shock»              | Streetlights and Shadows |
| 2007 | «The End»                | Streetlights and Shadows |
| 2007 | «Car Crash Weather»      | Streetlights and Shadows |

## Награды
- 2004 — ZM People’s Choice Video («Come Back Down»)
- 2005 — Песня года (Song of the Year («Home by 2»))
- 2008 — Telecom Top Video («Car Crash Weather»)